# ایر تتی آروآ
ایر تِتی آروآ (به انگلیسی: Air Tetiaroa)، یک شرکت هواپیمایی منطقه‌ای در پلی‌نزی فرانسه است. مقر اصلی این خط هوایی در فرودگاه بین‌المللی فاآ در تاهیتی است. نام این شرکت هواپیمایی از جزیره مرجانی (آب‌سنگ حلقوی) تِتی آروآ در گروه جزایر بادگیر از مجمع الجزایر انجمن در پلی‌نزی فرانسه گرفته شده است، این جزیره مرجانی در سال ۱۹۶۶ توسط بازیگر معروف مارلون براندو خریداری شد. این شرکت خدمات چارتر خصوصی را در سراسر پلی‌نزی فرانسه ارائه نموده و ارتباط هوایی بین فرودگاه بین‌المللی اصلی در تاهیتی را با استراحتگاه‌های جزیره‌ای مختلف فراهم می‌نماید. این شرکت دارای مجوز هوانوردی پلی‌نزی فرانسه و گواهی ارائه خدمات هوانوردی غیرنظامی فرانسه (AOC) است که به آن اجازه می‌دهد پروازهای برنامه‌ریزی نشده در پلی‌نزی فرانسه را انجام دهد. این خط هوایی مجاز به انجام‌ها پروازهای برنامه‌ریزی شده و رسمی نمی‌باشد.

## ناوگان

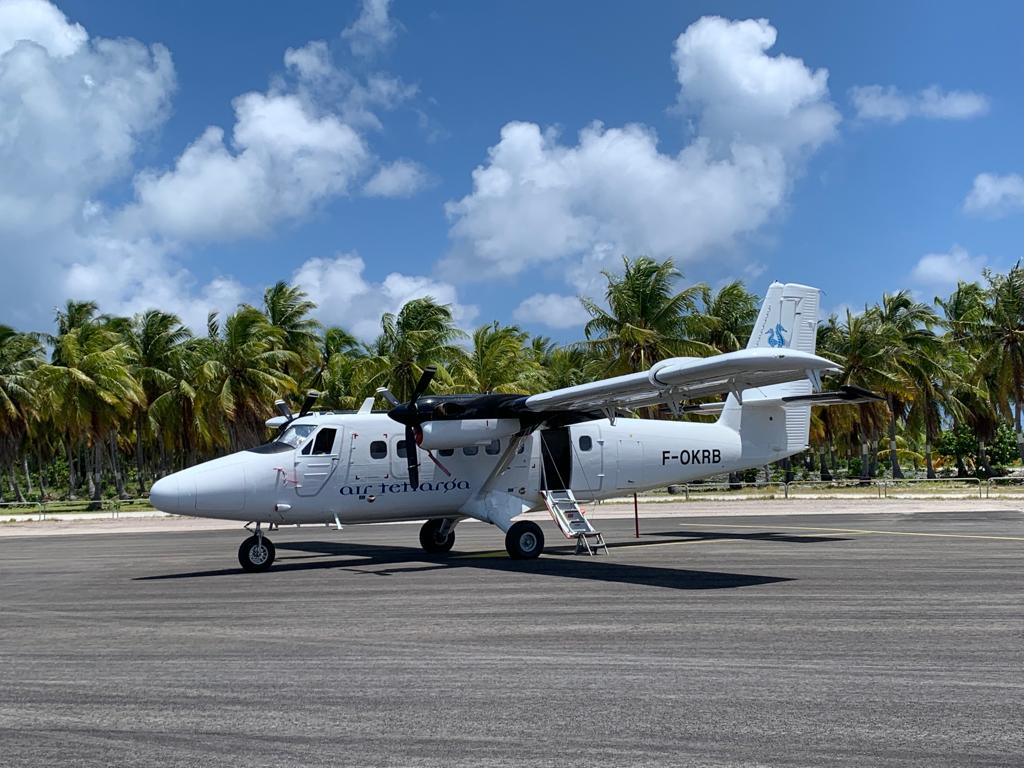
یک فروند دی‌اچ‌سی-۶ توئین اوتر متعلق به ایر تتی آروآ.

ایر تِتی آروآ دارای دو فروند بریتن-نورمن بی‌ان-۲ آیلندر با ظرفیت ۸ مسافر و دو فروند دی هاویلند کانادا دی‌اچ‌سی-۶ توئین اوتر می‌باشد.

## مقصدها

### چارتر
| نام فرودگاه           | نام کشور      | نام مجمع الجزیره            |
| --------------------- | ------------- | --------------------------- |
| فرودگاه بین‌المللی فاآ | پلی‌نزی فرانسه | جزایر بادگیر (جزایر انجمن)  |
| فرودگاه بورا بورا     | پلی‌نزی فرانسه | جزایر بادپناه (جزایر انجمن) |
| فرودگاه موئورئا       | پلی‌نزی فرانسه | جزایر بادگیر (جزایر انجمن)  |
| فرودگاه هواهین        | پلی‌نزی فرانسه | جزایر بادپناه (جزایر انجمن) |
| فرودگاه رایاتئا       | پلی‌نزی فرانسه | جزایر بادپناه (جزایر انجمن) |
| فرودگاه تتی آروآ      | پلی‌نزی فرانسه | جزایر بادگیر (جزایر انجمن)  |
| فرودگاه تیکه هاو      | پلی‌نزی فرانسه | توآموتو                     |